# Agrippa (astronoom)
Agrippa (rond 92 n.Chr.) was een Grieks astronoom.
Er is weinig bekend over hem buiten de astronomische observaties die hij maakte rond 92 n.Chr. en die door Claudius Ptolemaeus neergeschreven werden in Almagest VII 3. Ptolemaeus schreef dat in de regeerperiode van 12 jaar van Titus Flavius Domitianus op de 12 de dag Brithynische maand Metrous Agrippa observeerde de occultatie van de Pleiaden door de maan.
Zijn doel was waarschijnlijk om de precessie van de equinox te controleren, die door Hipparchus was ontdekt.
De krater Agrippa op de Maan is naar hem genoemd.